# Baron Mordo
Karl Mordo, alias le Baron Mordo est un super-vilain appartenant à l'univers de Marvel Comics. Il est apparu pour la première fois dans le numéro 111 de Strange Tales en août 1963.

## Biographie fictive
Nikolaï Mordo, aristocrate transylvanien, est devenu « Baron » quand ses terres tombèrent sous le joug de l’Empire austro-hongrois, peu avant la Première Guerre mondiale. Marqué par la défaite de l’Empire à la fin de la guerre et opposé à la technologie moderne, Nikolaï veut redorer le blason de la Transylvanie par la magie noire. Il avait été initié aux arts mystiques par sa maîtresse de l’époque, Miarka, Reine-Sorcière des Roms. Il aura avec elle une fille illégitime, Lilia. Le Vicomte allemand Heinrich Krowler a besoin d’un petit-fils afin de réaliser ses projets mystiques. Il arrange alors l’union de sa fille, Sara, avec Nikolaï. Ils auront un fils Karl Amadeus, en 1921. Le Vicomte Krowler ordonnera plus tard à sa fille d’assassiner Nikolaï, ce qu’elle fait avec plaisir. Elle quitte ensuite Varf Mandra avec son fils et vécut dès lors dans le château de son père. Un jour, le jeune Mordo surprend une conversation entre sa mère et son grand-père au sujet du meurtre de son père. Il jure alors de se venger et de mener à bien les projets de son père, et bien plus encore, sous le nom de Baron Mordo.
Karl débute cependant son apprentissage de la magie noire avec son grand-père, le Vicomte Krowler. Ce dernier participe par ailleurs à la montée au pouvoir d'Adolf Hitler. En 1939, Karl, alors âgé de 18 ans, est envoyé par Heinrich Krowler au Tibet pour y recevoir l'enseignement de l’Ancien, Sorcier suprême de la Terre. Mais Krowler lui a secrètement inséré un sort de transfert pour que toute la magie apprise par Karl devienne également la sienne. L’Ancien sent le fort potentiel de Mordo mais également le mal qui est en lui. Il accepte cependant le jeune comme disciple, notamment pour réfréner ses ambitions néfastes. L'Ancien sait que son successeur sera Stephen Strange, mais ce dernier n'est alors qu'un enfant. Mordo est fortement jaloux de l'illustre destinée de Strange. Il passe alors beaucoup de temps à le tourmenter dans ses rêves durant toute sa jeunesse. Par ailleurs, le lien avec Krowler lui permet de découvrir l’existence de Dormammu.
De nombreuses années après, Stephen Strange est devenu un chirurgien arrogant et menant une vie dissolue. Après un accident lui ayant fait perdre l'usage de ses mains, il se rend au sanctuaire de l’Ancien à Kamar-Taj. Mordo voit ainsi arriver son rival prédestiné. Il lance alors une attaque mystique secrète contre l’Ancien, qui en sort considérablement affaibli. Strange découvre ses sombres desseins et propose à l’Ancien de devenir son disciple, comme sa destinée le laissait présager. Mordo restera quelque temps à étudier avant de préférer partir, pour amasser un pouvoir pour ensuite revenir tuer les deux hommes.
Reparti dans son pays natal, Mordo prépare sa vengeance. Il découvre le Livre de Cagliostro, un grimoire contenant de vastes connaissances magiques, notamment pour maitriser le Voyage dans le temps. Il l'utilise alors pour affronter Docteur Strange. Mordo est prêt à tout pour le vaincre. Il se fait notamment passer pour Clive Bentley et piège Strange dans des vapeurs paralysantes mais est stoppé à temps par la fille de Bentley, Victoria.
Mordo devient ensuite le laquais de Dormammu, qui cherche lui aussi à se venger du Docteur Strange. Ses pouvoirs sont accrus par son employeur. Il viole le sanctuaire de l’Ancien et parvient presque à le tuer. Strange se précipite cependant pour sauver son mentor et le met en sécurité. Mordo recrute plusieurs sorciers à travers la planète et poursuit le sorcier aux quatre coins du monde. Le Baron Mordo finit par capturer l’Ancien et attire Strange dans la Dimension Noire, le domaine de Dormammu. Mordo attaque son éternel rival dans le dos, ce qui va à l'encontre de l'honneur selon Dormammu. Ce dernier bannit Mordo dans une autre dimension. Plus tard, Strange libère par inadvertance Mordo. Strange le laisse alors aux mains de l’Ancien. Mordo parvient cependant à s’échapper.
Mordo fait ensuite partie des criminels rassemblés par Mephisto pour vaincre Beyonder. Après cela, il vend son âme à Mephisto et Satannish, en prévoyant que Strange les chassera ensuite de la dimension terrestre. Strange sera alors très affaibli et Mordo pourra le tuer. Rien ne se passe comme prévu : le Baron sera assommé par un seul coup de poing du docteur.
Ses pouvoirs magiques sont alors très faibles. De plus, Mordo apprend avec stupeur qu’il a développé un cancer. Curieusement, il pense alors à l’absolution de toutes ses erreurs passées. Il retourne au sanctuaire de l’Ancien, espérant y mourir en paix. Le Docteur Strange, brisé lui aussi pour d'autres raisons, se rend également sur les lieux et ravive la flamme de leur ancienne rivalité. Il bat presque à mort Mordo, avant d’être chassé par les moines. La rivalité Strange/Mordo prend un tout autre tournant avec l'arrivée d'une troisième personne : Astrid Mordo, fille illégitime de Karl Mordo et de Lilia. Elle transfère le cancer de Mordo vers Stephen Strange et emmène les deux rivaux dans le château abandonné de Nikolaï Mordo, le père du Baron. Astrid Mordo laisse alors à son père le soin de tuer Strange. Mordo, voulant toujours se repentir, préfère cependant restaurer la santé de Strange en absorbant son cancer. Il plonge ensuite sa fille dans le coma et la transporte dans une autre dimension. Il meurt peu après, ayant paradoxalement sacrifié sa propre existence pour sauver l'homme qu'il a affronté pendant près d’un demi-siècle.
Le Baron Mordo revient finalement quelques mois plus tard. Il est ressuscité lorsque Strange est contraint d’interférer avec le temps pour sauver son ami Spider-Man. Mordo organise ensuite le kidnapping de l'homme politique Cartier St. Croix, pour piéger la fille de ce dernier, la mutante M afin qu'elle lui donne l'énergie nécessaire pour guérir son cancer. Confronté à M et son coéquipier de Facteur-X Guido Carosella et ciblé par les bombardiers du M.R.D. (Mutant Response Division), il accepte de téléporter les héros et Cartier dans la planque de Facteur-X, en échange de l'énergie de Monet une fois la téléportation effectuée. M l'a trompé en lui faisant croire qu'il avait supprimé Facteur-X et qu'il était guéri. Elle l'a laissé partir, à moitié fou.
Après que son cadavre ait été vu par Kang au Brésil, où la hache magique Jarnbjorn de Thor était détenue, apparemment tué par cette arme, le baron Mordo est revenu, ressuscité par Dormammu dans le but de tuer le docteur Strange en son nom.
Lorsque Manhattan a été encerclé par la Darkforce après la prise de contrôle des États-Unis par Hydra, le baron Mordo a été nommé gardien de Manhattan, s'installant au Sanctum Sanctorum. De plus, il fit monter la garde par le dieu ancien Pluorrg à l'extérieur du Sanctum Sanctorum.

## Pouvoirs
Mordo est l’un des plus puissants sorciers. Il tient son pouvoir de trois sources principales : il peut invoquer de puissantes entités (les principats) ou des objets mystiques, manipuler l’énergie magique ambiante de l’univers et enfin ses propres ressources psychiques.
Il peut manipuler et projeter de l'énergie ou des illusions, transformer la matière, animer des objets inanimés, se téléporter. Il est aussi doué en magnétisme animal. Il peut aussi prendre possession de l'esprit d'autrui, notamment la projection de pensées. Il est capable de dissocier son esprit de son corps. Il peut également voyager vers d’autres dimensions ou d’autres époques.
Mordo est par ailleurs doué en arts martiaux.

## Apparitions dans d'autres médias

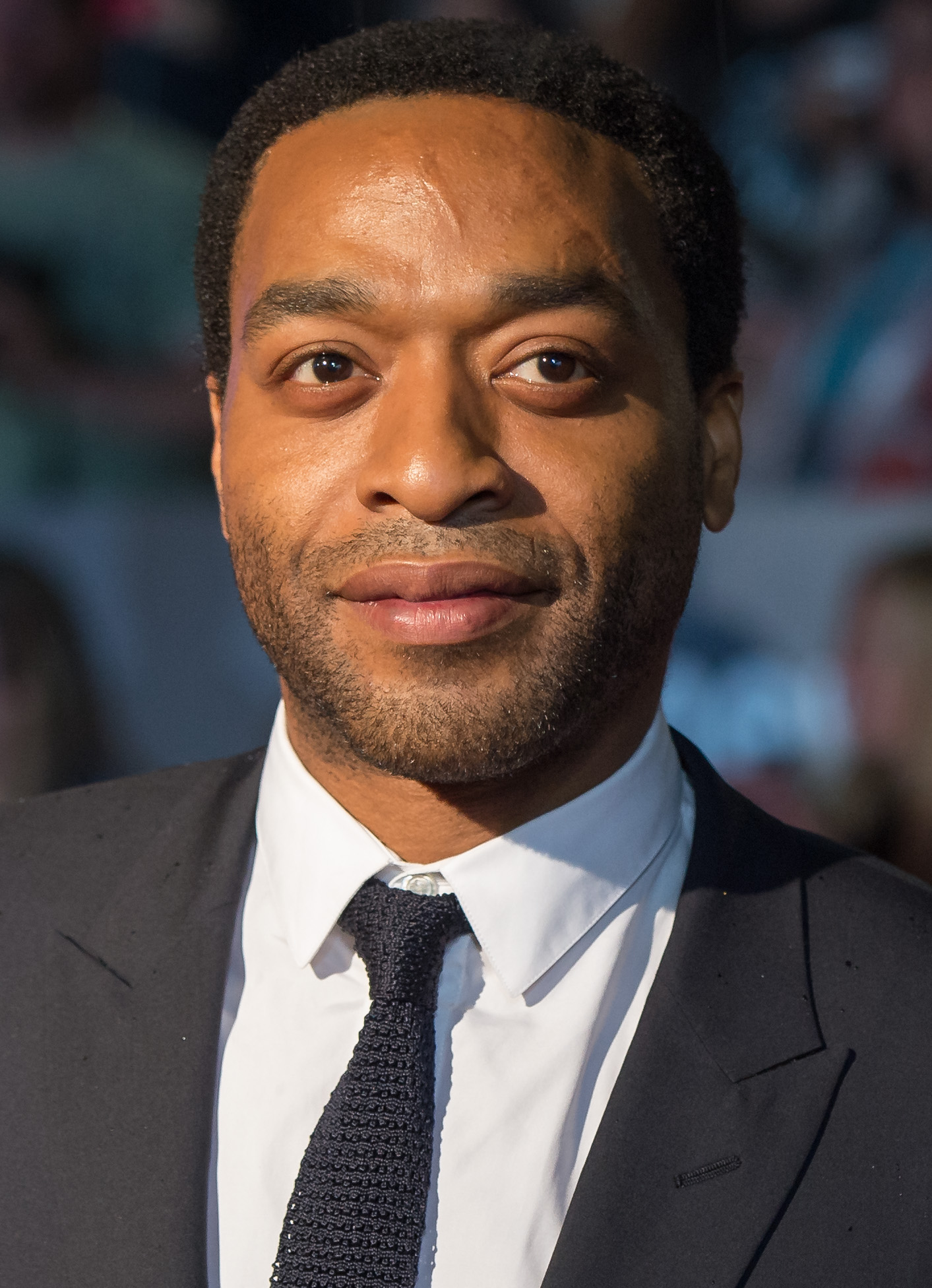
Chiwetel Ejiofor incarne Karl Mordo dans Doctor Strange (2016)

Sauf indication contraire, les informations mentionnées dans cette section peuvent être confirmées par la base de données cinématographiques IMDb,  présente dans la section « Liens externes ».

### Films
Animations
- 2007 : Doctor Strange: The Sorcerer Supreme - doublé par Kevin Michael Richardson

Interprété par Chiwetel Ejiofor dans l'univers cinématographique Marvel
- 2016 : Doctor Strange réalisé par Scott Derrickson - Mordo accueille Stephen Strange à Kamar-Taj. L'ancien chirurgien y reçoit l'enseignement de l'Ancien et s’entraîne avec Mordo. Strange devient de plus en plus méfiant sur l'origine des pouvoirs et de l'immortalité de l'Ancien. Mordo s'oppose alors sur la suite des événements et décide de prendre un chemin différent.
- 2022 : Doctor Strange in the Multiverse of Madness réalisé par Sam Raimi - Un variant de Mordo (c'est-à-dire une version alternative du personnage), de l'univers 838, apparaît dans le film. Il est le Sorcier Suprême de son univers et fait partie des Illuminati, auprès desquels il amène Strange et America Chavez après les avoir arrêtés à la suite de leur voyage multiversel. Pendant l'attaque de Wanda Maximoff dans le QG des Illuminati, Strange et Mordo s'affrontent et Strange réussit à le vaincre, sans le tuer.

### Télévision
- 1996 : Spider-Man, l'homme-araignée (série d'animation) - 3 épisodes
- 2009 : The Super Hero Squad Show (série d'animation) - 2 épisodes
- 2016 : Ultimate Spider-Man (série d'animation) - 2 épisodes

### Jeu vidéo
- 2006 : Marvel: Ultimate Alliance
- 2016 : Marvel Contest of Champions